# Xiangyin
Der Kreis Xiangyin (chinesisch 湘阴县, Pinyin Xiāngyīn Xiàn) ist ein Kreis der bezirksfreien Stadt Yueyang in der chinesischen Provinz Hunan. Xiangyin hat eine Fläche von 1.535 km² und zählt 583.984 Einwohner (Volkszählung 2020). Sein Hauptort ist die Großgemeinde Wenxing (文星镇).

## Administrative Gliederung
Auf Gemeindeebene setzt sich der Kreis aus zwölf Großgemeinden und sieben Gemeinden zusammen. 